# 宇部市交通局

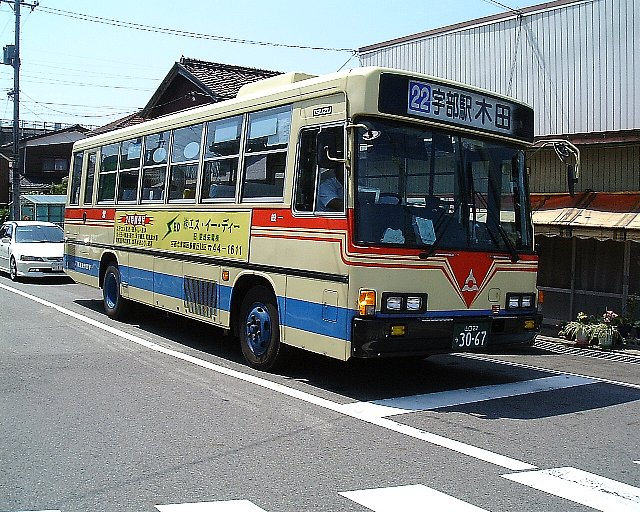
厚東駅前にて

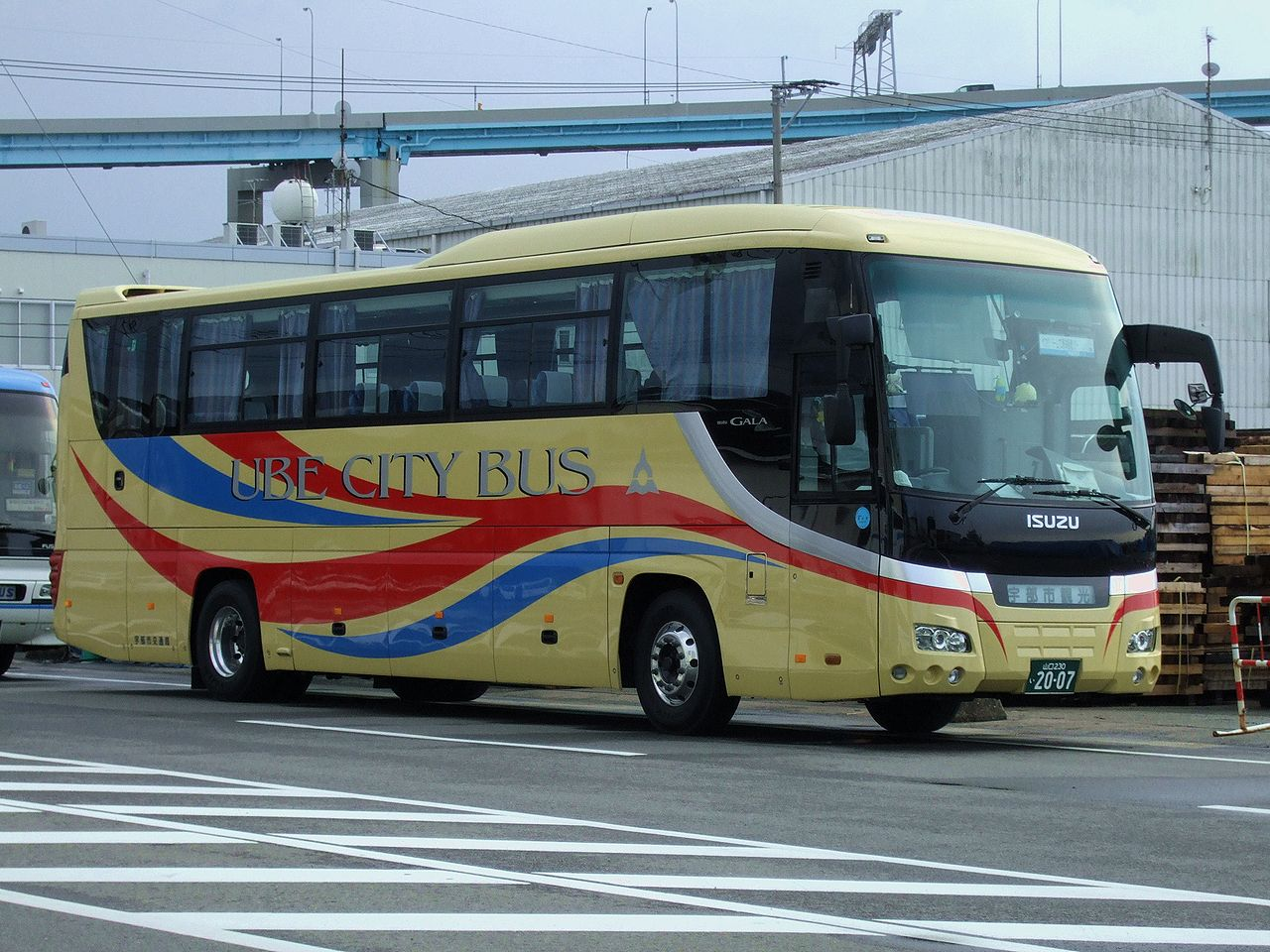
貸切車

宇部市交通局（うべしこうつうきょく）は、山口県宇部市を中心にバスを運行する地方公営企業。通称宇部市営バス。本局は宇部市大字善和字牛明203-90に位置する。
本稿では、宇部市総務課の運営する廃止代替バスについても記す。

## 歴史
- 1944年（昭和19年）12月 - 宇部市が宇部鉄道から路線バス事業を取得。
  - 宇部鉄道の鉄道部門（現在のJR西日本宇部線・小野田線）は前年の1943年5月に国有化
- 1945年（昭和20年）1月 - 宇部市運輸事業部として運行開始。
- 1946年（昭和21年）10月 - 本局事務所を宇部市中央町に移転。
- 1952年（昭和27年）10月 - 地方公営企業法施行により地方公営企業組織に移行、宇部市運輸局に改称。
- 1954年（昭和29年）3月 - 本局事務所を宇部市常藤町に移転。
- 1963年（昭和38年）3月 - 宇部市交通局に改称。
- 1975年（昭和50年）3月 - 山陽新幹線開業に伴い、特急便の運行を開始。
- 1993年（平成5年）4月 - 本局事務所を宇部市善和に移転。移転前の旧本局敷地の一部に常藤案内所を設置。
- 2006年（平成18年） - 船木鉄道、サンデン交通と共通の時刻表、路線図を作製。
- 2010年（平成22年）2月1日 - 山口県内で初となるハイブリッドバスを導入、宇部新川駅 - 新山口駅間で運行開始。
- 2011年（平成23年）3月9日 - 新型低床式小型バスを導入、西ヶ丘・日赤線で運行開始。
- 2012年（平成24年）3月31日 - 常藤案内所を閉鎖[2]。
- 2012年（平成24年） 4月1日 - 東部市内循環線（愛称めぐりーな）の運行を開始[3]。
- 2013年（平成25年）10月1日 - 路線番号を導入[4]。
- 2017年（平成29年）10月1日 - 路線の一部再編と路線番号の変更を伴うダイヤ改正を実施[5]。
- 2022年（令和4年）3月15日 - 交通系ICカード乗車券（ICOCA）導入、利用開始。
- 2025年（令和7年）7月19日 - 宇部市内在住の小中学生の運賃が全路線（特急、小野きずな号も含む）で一律無料になる[6]。

## 各営業所（車庫）の所在地
- 本局:宇部市大字善和字牛明203番地90
- 新川営業所:宇部市上町1丁目9番
  - 車両の配置は本局のみ。新川営業所は宇部新川駅前にあり乗車券・定期券・高速バス乗車券を販売し、遺失物も取扱う。土日を含めた7：30-18：30に窓口営業を行っている。

### かつて存在した営業所
- 常藤案内所:宇部市常藤町5番5号
  - 1993年まで使用されていた交通局の一部。乗車券・定期券販売業務を行なっており、現在の宇部警察署の敷地にまたがって存在していた。2012年3月31日に閉鎖されたが、2023年12月現在バス駐車スペースのみ残存している。
- 小野田営業所:山陽小野田市中央2丁目2番地
  - 小野田公園通バス停に隣接。2023年12月現在バス駐車スペースのみ残存。

## 主なターミナル
- 宇部新川駅
- 宇部中央
- 山口宇部空港
- 新山口駅

## 路線
2013年10月1日から臨時便を除く全ての便（23路線94系統）に路線番号を導入した。ターミナルである宇部新川駅を中心に9方面に区分した行先エリアの漢字1文字と2桁の数字（上一桁が路線、下一桁は連番、ただし飛び番となっている系統あり）から成るもので、運行経路・行き先ごとにすべて異なる路線番号が付与される（途中折り返し便もすべて別の路線番号が付与されている）。なお、新山口線・山口宇部空港線については従来の「特急」「急行」表記を生かしたものとした。
2017年10月1日には路線の再編を伴うダイヤ改正を実施。市中心部（宇部新川駅・宇部中央）から東西南北方向に20分～30分間隔で運行する「主要幹線」を設定し、路線番号も主要幹線は「アルファベットと1桁の数字」、それ以外の路線は「2桁の数字」に変更された。

### 急行・特急便

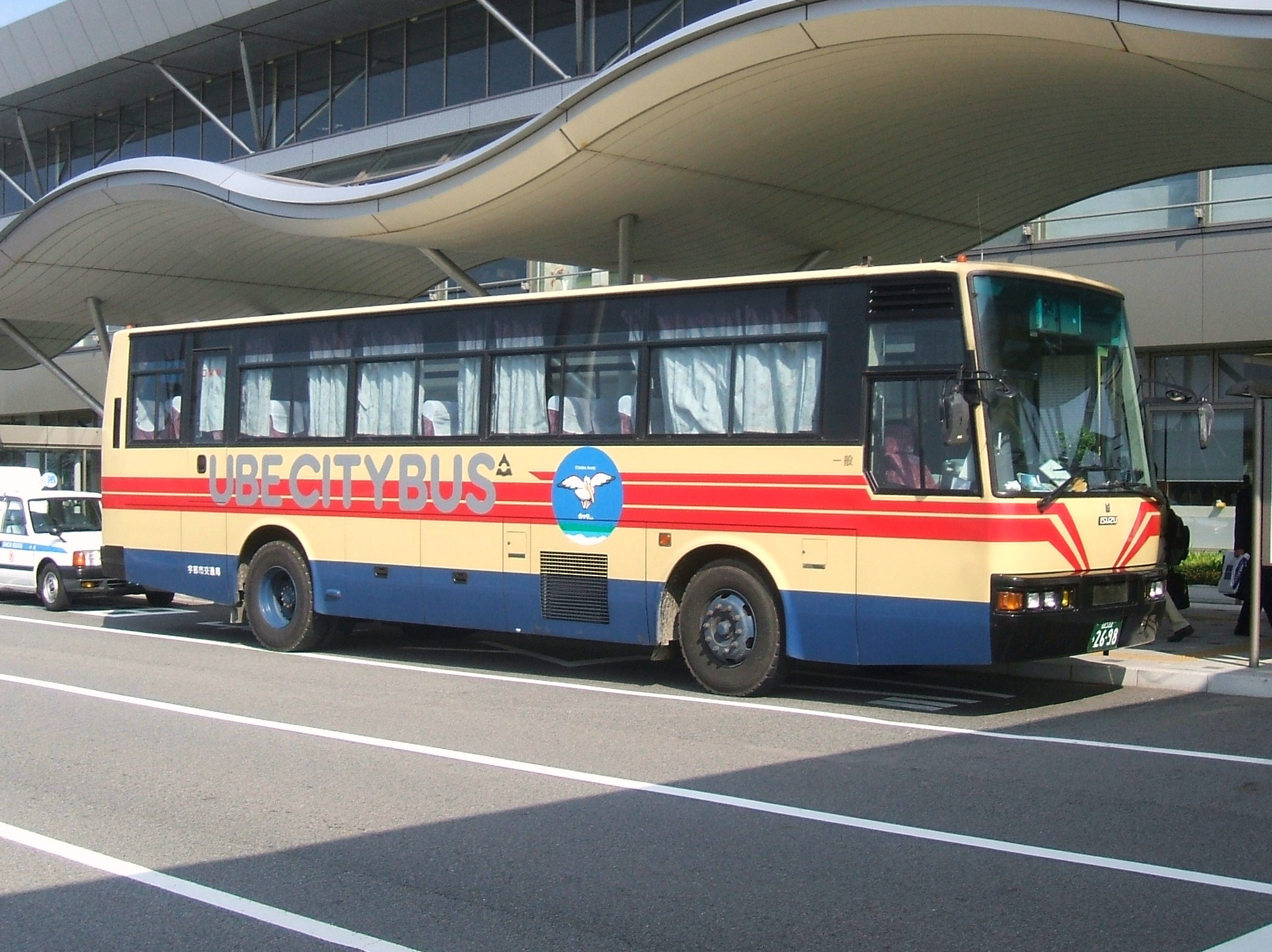
空港連絡バス

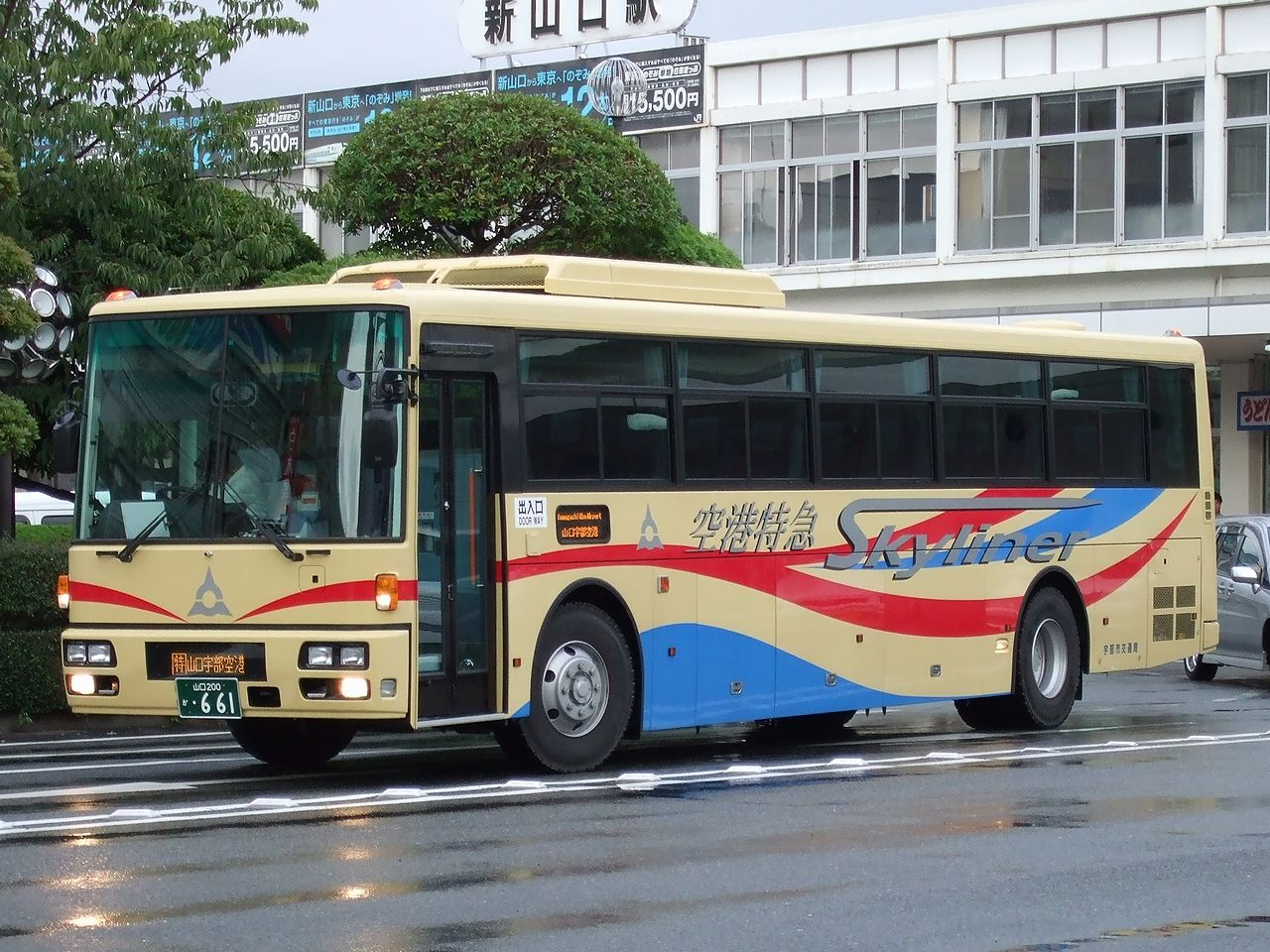
空港連絡バス（新塗装）

- [1] [特急] 宇部新川駅 - 宇部中央 - 常盤町一丁目 - ときわ公園入口 - 常盤駅入口 - (山口宇部道路経由) - 新山口駅
- [2] [特急] 山口宇部空港 - 常盤駅入口 - (山口宇部道路経由) - 新山口駅
  - かつて新山口駅発着の系統には特急便に「白鳥号」（宇部新川駅発着系統)「空港特急」（山口宇部空港発着系統）、快速便（系統廃止、詳細後述）に「みどり号」の愛称があり、使用する車両には五角形のヘッドマークが掲げられていた。現在の車両はLEDによる方向幕仕様（貸切車からの転用）となっており、愛称の使用も取りやめている。
- [3] [急行] 宇部新川駅 - 宇部中央 - 松山町二丁目 - 山口宇部空港

### 東方面 (E)
かつては、「東」の文字が与えられていた。

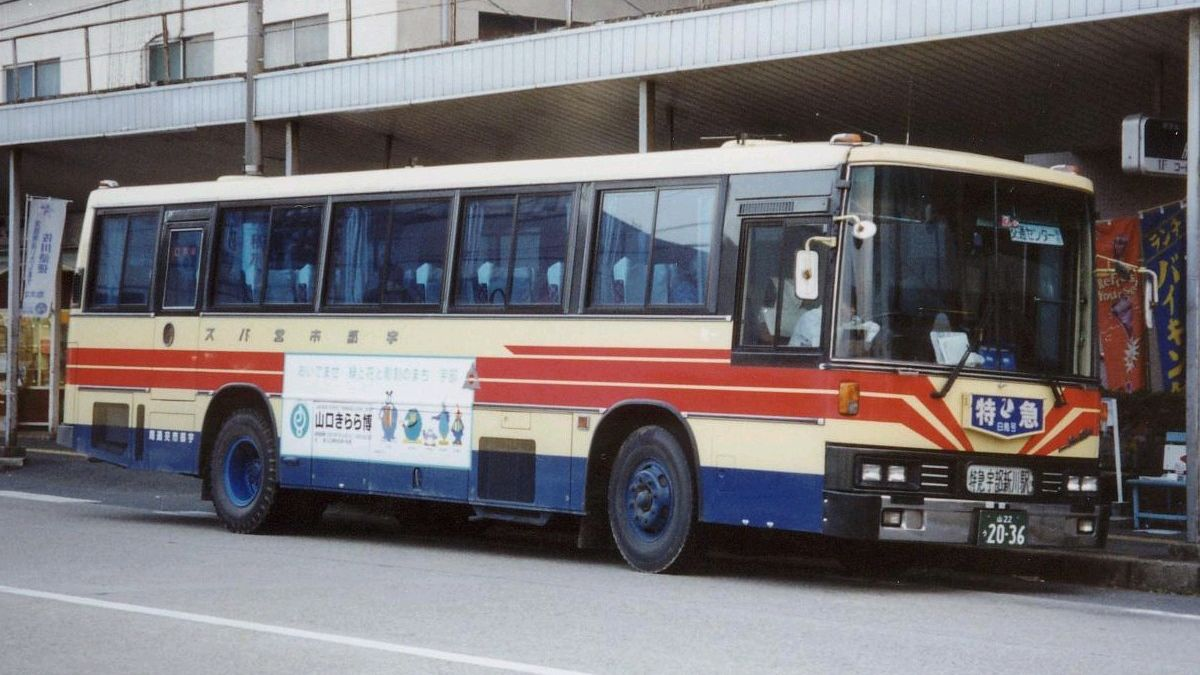
特急「白鳥号」

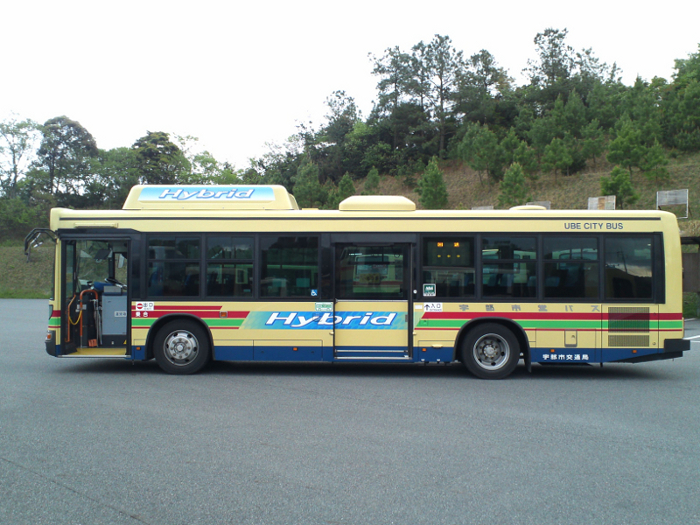
県内唯一のハイブリッドバス

主要幹線（宇部新川駅 - 宇部中央病院間）
- [E1] 宇部新川駅 - 宇部中央 - 常盤町二丁目 - ときわ公園入口 - 常盤駅入口 - 床波 - 宇部中央病院
- [E2] 宇部新川駅 - 宇部中央 - 常盤町二丁目 - フジグラン宇部 - 宇部協立病院 - ときわ公園入口 - 常盤駅入口 - 床波 - 宇部中央病院
- [E3][E6] 宇部新川駅 - 宇部中央 - 常盤町二丁目 - ときわ公園入口 - 常盤駅入口 - 今村 - 宇部中央病院 - 山口宇部医療センター入口 - 日の山園 - 阿知須駅前 - サンパークあじす
  - [E3]は阿知須駅前止まり。

- [E4] 宇部新川駅 -（この間[E3]と同じ）- 山口宇部医療センター入口 - ミスターマックス宇部店前 - 阿知須駅前 - サンパークあじす
- [E5] 宇部新川駅 -（この間[E3]と同じ）- 山口宇部医療センター入口 - 山口宇部医療センター前 - ミスターマックス宇部店前 - 阿知須駅前 - サンパークあじす
- [E7] 宇部新川駅 -宇部中央 - 常盤町一丁目 - ときわ公園入口 - 常盤駅入口 - 宇部中央病院 - 山口宇部医療センター入口 - 日の山園 - 阿知須駅前 - 佐山 - 深溝 - 嘉川駅前 - アルク前 - 新山口駅
- [E8] 宇部新川駅 -（この間[E7]と同じ）- 山口宇部医療センター入口 - 日の山園 - 阿知須駅前 - サンパークあじす - 佐山 - 深溝 - 嘉川駅前 - アルク前 - 新山口駅
- [E9] 宇部新川駅 -（この間[E7]と同じ）- 山口宇部医療センター入口 - 東岐波商業団地 - 阿知須駅前 - サンパークあじす - 佐山 - 深溝 - 嘉川駅前 - アルク前 - 新山口駅
  - 新山口駅発着普通便（E7-E9）は2012年（平成24年）10月1日のダイヤ改正で快速・準快速を置き換える形で設定された（快速便は佐山 - 新山口新幹線口間直行、準快速便は新山口駅（在来線口）発着だった）。
  - 普通便廃止前に運行されていた準快速便は山口市コミュニティバス川西ルート廃止に伴う代替路線として2008年（平成20年）10月1日開設。このルートはかつてサンデン交通が山口駅 - 新山口駅 - 宇部中央間に運行していた急行バスの路線を踏襲していた。

丸山公園・村松経由中央病院方面
- [11] 宇部新川駅 - 宇部中央 - 常盤町二丁目 - 恩田運動公園 - 宇部協立病院 - 山口宇部空港 - 丸山公園
- [S1][12] 宇部新川駅 - 宇部中央 - 常盤町二丁目 - フジグラン宇部 - 山口宇部空港 - 常盤駅入口 - 床波 - 村松 - 丸尾駅 - 宇部中央病院
  - [S1]は山口宇部空港発着・平日のみ運転

### 北方面 (N)
かつては、「北」・「あ」（あすとぴあ方面）・「ひ」（ひらき台方面）の文字が与えられていた。
主要幹線（宇部新川駅 - 参宮通り - 南側間）
- [N1] 宇部新川駅 - 宇部中央 - 常盤町二丁目 -（参宮通り）- 沼 - 八幡宮 - 南側 - 北迫新町
- [N2] 宇部新川駅 - 宇部中央 - 常盤町二丁目 -（参宮通り）- 沼 - 八幡宮 - 南側 - 高領 - 白石公園入口 - 交通局
- [N3][N4] 宇部新川駅 - 宇部中央 - 常盤町二丁目 -（参宮通り）- 沼 - 八幡宮 - 高領 - 白石 - 瓜生野 - 木田 - 上小野 - 瀬戸 - 十文字
  - [N3]は木田折り返し。

ときわ公園・萩原方面
- [21] 宇部新川駅 - 宇部中央 - 常盤町二丁目 - ときわ公園入口 - 常盤駅入口 - 今村 - 片倉入口 - 片倉
- [22] 宇部新川駅 - 宇部中央 - 常盤町二丁目 - ときわ公園入口 - 常盤駅入口 - 今村 - 片倉入口 - あすとぴあ六丁目 - 請川 - 交通局
- [23] 宇部新川駅 - 宇部中央 - 常盤町二丁目 - ときわ公園入口 - ときわ公園 - 萩原 - あかり園入口 - あかり園
- [24] 宇部新川駅 - 宇部中央 - 常盤町二丁目 - フジグラン宇部 - 宇部協立病院 - ときわ公園入口 - ときわ公園 - 萩原 - あかり園入口
- [25] 宇部新川駅 - 宇部中央 - 常盤町二丁目 - ときわ公園入口 - ときわ公園 - 萩原 - あかり園入口 -  片倉入口 - あすとぴあ六丁目 - 請川 - 交通局
- [26] 宇部新川駅 - 宇部中央 - 常盤町二丁目 - フジグラン宇部 - 宇部協立病院 - ときわ公園入口 - ときわ公園 - 萩原 - あかり園入口 -  片倉入口 - あすとぴあ六丁目 - 請川 - 交通局

開方面
- [31] 宇部新川駅 - 宇部中央 - 琴芝駅前 - 慶進高校前 - 沼 - 八幡宮 - 北迫新町 - 農協本所前 - あすとぴあ六丁目
- [32] 宇部新川駅 - 宇部中央 - 琴芝駅前 - 慶進高校前 - 沼 - 八幡宮 - 北迫新町 - 農協本所前 - あすとぴあ六丁目
- [33][34] 宇部新川駅 - 宇部中央 - 常盤町二丁目 -（参宮通り） - 沼 - 工学部前 - 高専グランド - 風呂ヶ迫 - ひらき台
  - [33]はひらき台折り返し。

- [35][36] 宇部新川駅 - 宇部中央 - 常盤町二丁目 - 東新川駅前 - 高専グランド - 風呂ヶ迫 - ひらき台 - 請川 - 交通局
  - [35]はひらき台折り返し。

### 西方面 (W)
かつては「西」・「小」（小野田方面）の文字が与えられていた。
主要幹線（宇部新川駅 - 新地 - 宇部駅間）
- [W1][W2][W3][W4][W5] 八王子 - フジグラン宇部 - 常盤町二丁目 - 宇部中央 - 宇部新川駅 - 助田 - 香川学園前 - 平原 - 東割 - 新地 - 宇部駅 - 西が丘入口 - 厚東駅 - 瓜生野 - 木田
  - [W1][W4]は常盤町二丁目発着、[W1][W2][W3]は宇部駅折り返し。
  - [W2]は平日朝1便八王子発のみでフジグラン宇部通過。

主要幹線（宇部新川駅 - ゆめタウン宇部 - 宇部駅間）
- [W6][W7] 常盤町二丁目 - 宇部中央 - 宇部新川駅 - 助田 - 香川学園前 - 平原 - 東割 - 流川 - ゆめタウン宇部 - 厚南校前 - 宇部駅
  - [W6]は平日朝1便宇部駅発のみでゆめタウン宇部通過。

主要幹線（宇部新川駅 - 大学病院前 - 小野田公園通間）
- [W8] 常盤町二丁目 - 宇部中央 - 宇部新川駅 - 記念会館前 - 大学病院前 - 浜町 - 香川学園前 - 平原 - 東割 - 流川 - 小野田公園通 - 小野田営業所
  - 小野田営業所はかつての営業拠点（現在は折り返し施設のみ）。

西ヶ丘・日赤線
- [61][62] 宇部駅→西が丘入口→西宇部小学校→西が丘→宇部駅 - 中野 - ゆめタウン宇部 - 黒石 - 理科大前 - 日赤前
  - [61]は「日赤方面→宇部駅→西が丘入口→西宇部小学校→西が丘」、[62]は「西が丘入口→西宇部小学校→西が丘→宇部駅→日赤方面」で運行

### 循環線

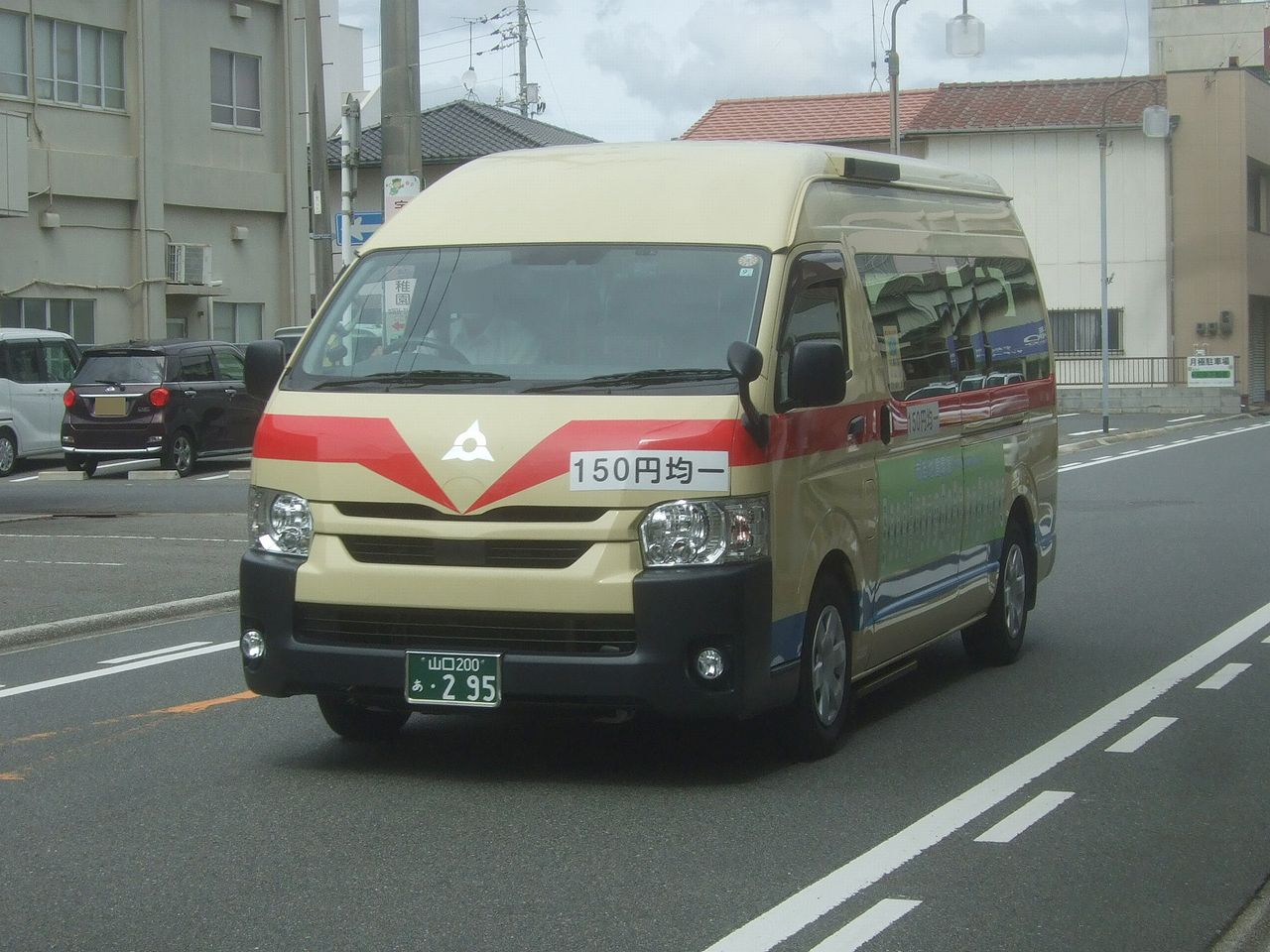
市街地循環線で使用されるハイエース

- [71][72] 宇部新川駅 - 宇部中央 - 記念会館前 - 大学病院前 - 慶進高校前 - 琴芝駅前 - 常盤町一丁目 - 宇部中央 - 宇部新川駅
  - 市街地循環線。[71]は「宇部新川駅→大学病院前→慶進高校前→宇部新川駅」の順に、[72]はその逆順に回る。150円均一運賃であり専用車（トヨタ・ハイエース）が使用される。
- [73][74] 宇部新川駅 - 川崎美術館前 - 宇部中央 - 記念会館前 - 総合庁舎・市立図書館前 - 恩田運動公園 - 宇部協立病院 - フジグラン宇部 - 山口宇部空港 - 草江駅前 - ときわ公園 - ときわミュージアム - 工学部前 - 沼 - 東宮地 - 大学病院前 - 記念会館前 - 宇部中央 - 宇部新川駅
  - 東部市内循環線。「めぐりーな」の愛称がある。従前の「山口宇部空港循環線（旧丸山公園循環線）」を置き換える形で2012年4月1日運行開始。2017年の路線再編の際にルートが変更となった。
  - [73]は「宇部新川駅→恩田運動公園→フジグラン宇部→山口宇部空港→工学部前→宇部新川駅」の順に、[74]はその逆順に回る。
- [75][76] 宇部新川駅 - 宇部中央 - 琴芝駅前 - 沼 - 工学部前 - 高専グランド - 開 - ココランド - 萩原 - ときわ公園 - 宇部共立病院前 - フジグラン宇部 - 常盤町二丁目 - 宇部中央 - 宇部新川駅
  - 北方面循環線。[75]は「宇部新川駅→沼→ココランド→萩原→宇部新川駅」の順に、[76]はその逆順に回る。

### 小羽山・中山線
- [51][52] 八王子 - フジグラン宇部 - 常盤町二丁目 - 宇部中央 - 宇部新川駅 - 宇部中央 - 大学病院前 - 小羽山入口 - 南小羽山 - 東小羽山五丁目 - 白石公園入口 - 交通局
  - [51]は宇部新川駅発着。
- [53][54][55] 宇部新川駅 - 宇部中央 - 大学病院前 - 小羽山入口 - 南小羽山 - 東小羽山五丁目 -  中山観音 - （宇部フロンティア大学） - 宇部西高入口 - 宇部駅
  - [53]は平日朝1便小羽山入口始発。[55]のみ宇部フロンティア大学経由。

### その他
- [81] 沖の山 - 興産本社前 - 宇部新川駅
- [82] 宇部新川駅 - 宇部中央 - セントラル硝子前 - 埠頭入口 - リサイクルプラザ
  - 両路線とも平日1往復のみ。
  - [81]は宇部興産の工場敷地内（宇部興産専用道路に隣接し、一般車も通行可能なエリア）を走行する。

## 車両
- 路線車両は1986年より車両の小型化政策が進められ、それ以前の中心だった大型車から中型車での導入が主軸となった。2023年12月現在は大半を中型車で占められており、一般路線に使用される前中扉を備える大型車はわずか3台となっている。トップドアの大型車は新山口線特急便専属運用となっている。小型車は主に東部市内循環線「めぐり～な」で使用されており、市街地循環線ではハイエースコミューターが使用される。
- 1990年代においては貸切車両および貸切からの転用車両の車体には宇部市のシンボル的存在である「カッタくん」のイラストが張られていた。2008年以降導入の車両は、新塗装のに変更されている。
- 山口県で初となるハイブリッドバスを所有している。
- 以前はバイオディーゼルを燃料としている路線バスが1台あった[7]。県内初のハイブリッドバスとして導入された車両

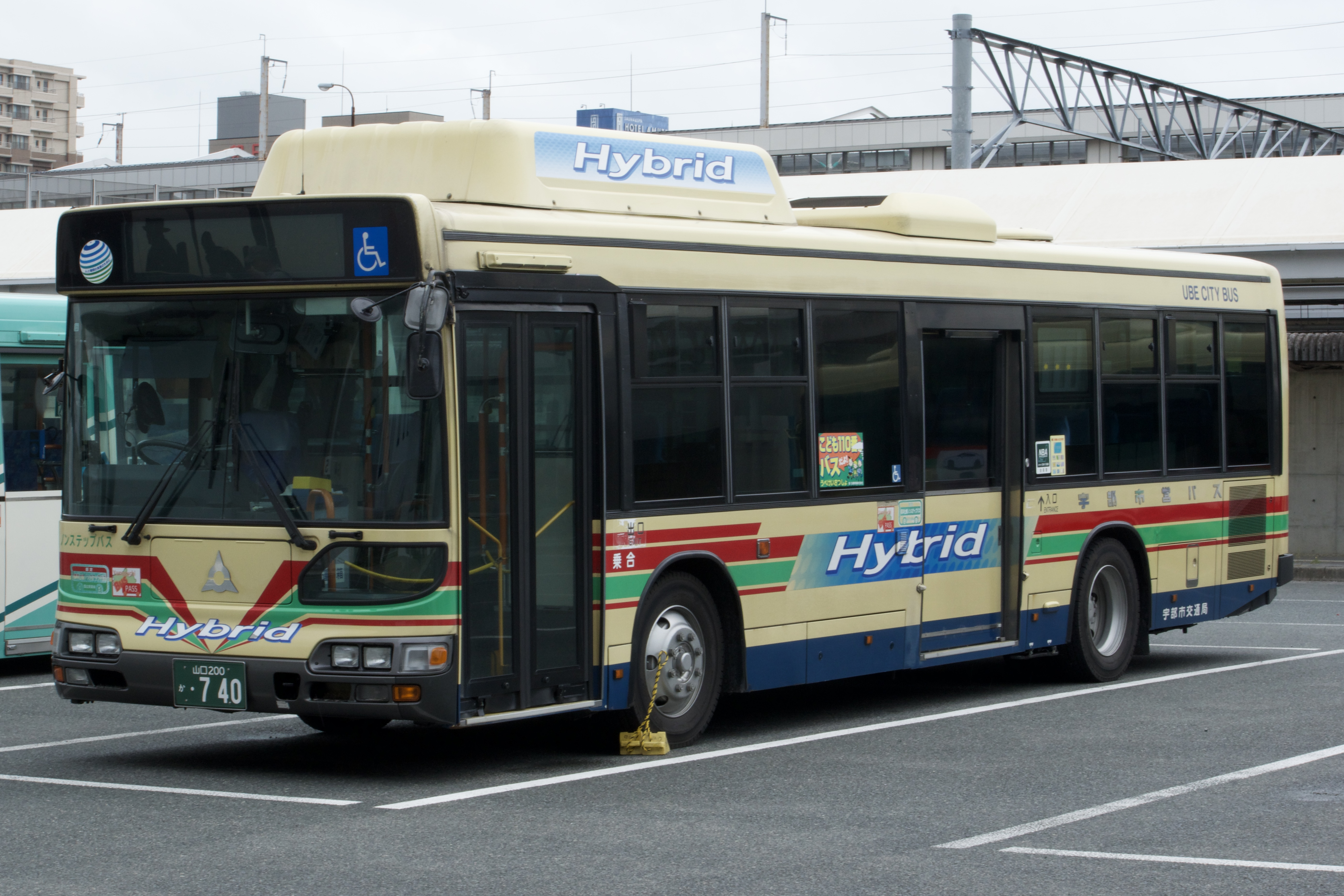
県内初のハイブリッドバスとして導入された車両

## 宇部市生活交通バス

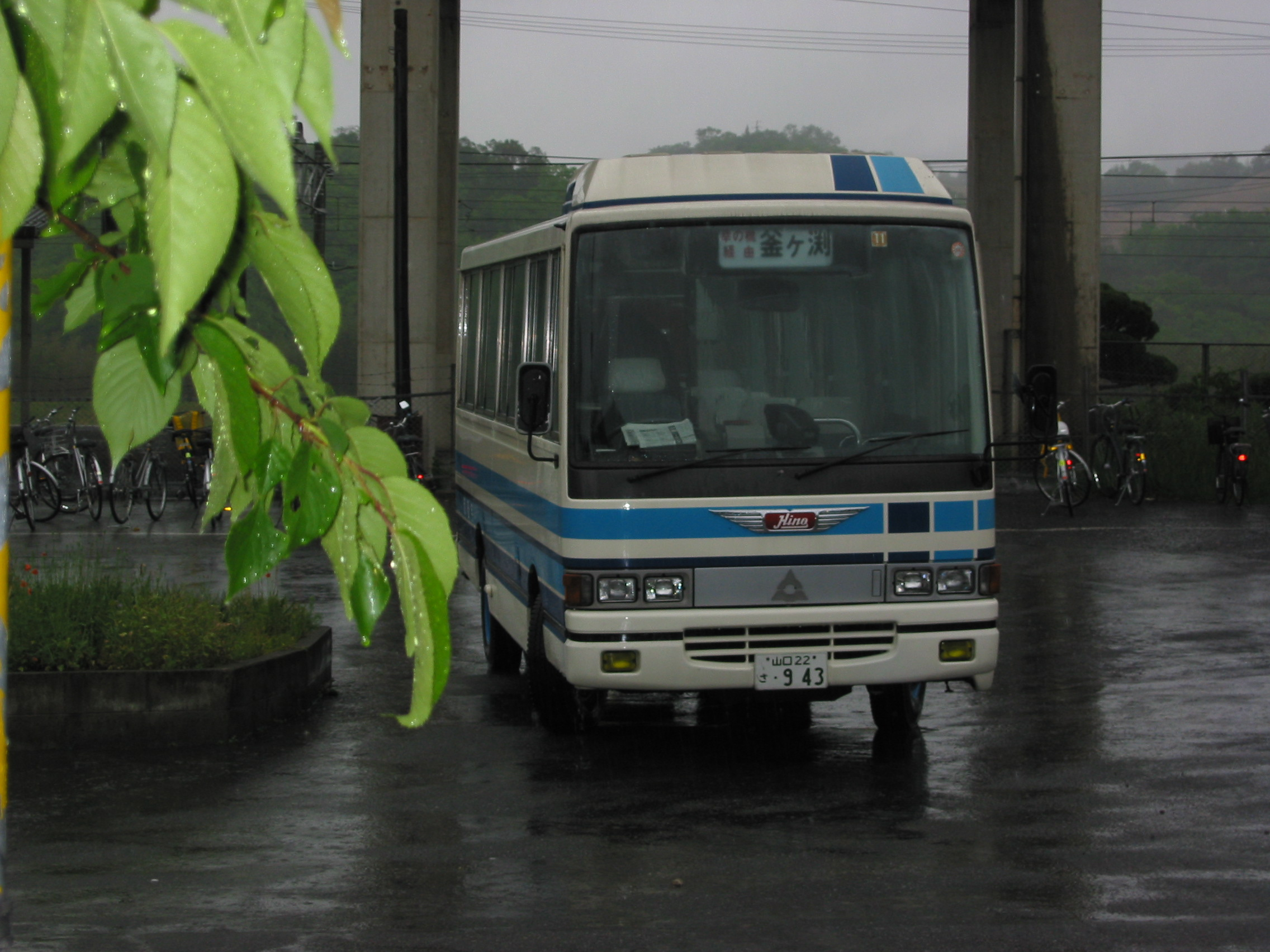
市代替バスの車両
（2002年当時）

宇部市では、交通事業とは別に、宇部市総合政策部企画課が主体となった代替バス（宇部市生活交通バス）の運行も行っている。小野地区の交通利便性を図るためのものであるが、路線の一部が山口市域にかかっており、山口市の代替路線としての位置づけもある。一部区間が宇部市交通局の路線と重複しているが、共通乗車は出来ない。『小野きずな号』（おのきずなごう）の愛称がある。
当初は交通局の路線と異なり、道路運送法の規定に基づく自家用有償旅客運送（いわゆる「80条バス」）での運行であった。車両は宇部市交通局と別のオリジナル塗装。2008年（平成20年）3月より燃料を食料廃油から生成したバイオディーゼル燃料のみで運行していたが、2012年（平成24年）3月より運行が宇部市交通局に委託され、車両もオレンジ色基調のオリジナル塗装の日野ポンチョ（緑ナンバー）に置き換えられた。
かつては厚東駅を拠点とした運転が行われていたが、2009年（平成21年）10月1日に路線の大幅な見直しが行われ、山口市域の嘉川駅を拠点とした運行に改められている（これに伴い国道2号沿いの山中地区を経由する路線が廃止されている）。2018年（平成30年）からは定期定時運行に加えてデマンドバスの運行も開始した（要事前予約・嘉川駅周辺のみの利用不可）。
1日乗車券では乗車できない他、宇部市営バスで実施する乗り放題キャンペーンの対象からは除外される。
なお、旧楠町域では船鉄バスによる廃止代替バスが運行されている。

### 路線
区間運転および直通運転あり。
- 市小野 - 上小野 - 下小野 - 棯小野（うつぎおの） - 幸の橋（山口市） - 嘉川駅

#### 再編前の路線
2009年の再編前の路線は、以下の通りであった。山口市域の他、合併前の小郡町にも乗り入れていた。
- 厚東駅 - 瓜生野 - 木田 - 下山中 - 割木松 - 原条 - 幸の橋 - 棯小野 - 下小野 - 上小野 - 市小野 - 柳小野 - 釜ヶ渕（山口市（旧小郡町））
- 厚東駅 - （上小野まで上に同じ） - 宇内 - 瀬戸

2020年の再編前の路線は、以下の通りであった。
- 市小野 - 上小野 - 下小野 - 棯小野（うつぎおの） - 幸の橋（山口市） - 嘉川駅 - 新山口駅
- 市小野 - 上小野 - 下小野 - 木田